# 쥐방울덩굴
쥐방울덩굴은 여러해살이풀로서 긴 달걀 모양의 끝이 뾰족한 잎이 어긋나게 달린다. 여름에 잎겨드랑이로부터 나오는 1개의 가는 꽃 자루 끝에 1개의 녹자색 꽃이 달린다. 꽃덮이는 나팔 모양으로 아랫부분이 부풀어 있고, 그 안에는 6개의 암술대가 합쳐져 1개의 기둥을 이루고 있으며, 이 바깥쪽에는 6개의 수술이 붙어 있다.